# Pedro María Ureña (khu tự quản)
Pedro María Ureña là một khu tự quản thuộc bang Táchira, Venezuela. Thủ phủ của khu tự quản Pedro María Ureña đóng tại Ureña. Khự tự quản Pedro María Ureña có diện tích 184 km2, dân số theo điều tra dân số ngày 21 tháng 10 năm 2001 là 37392 người.